# Focke-Wulf S 24

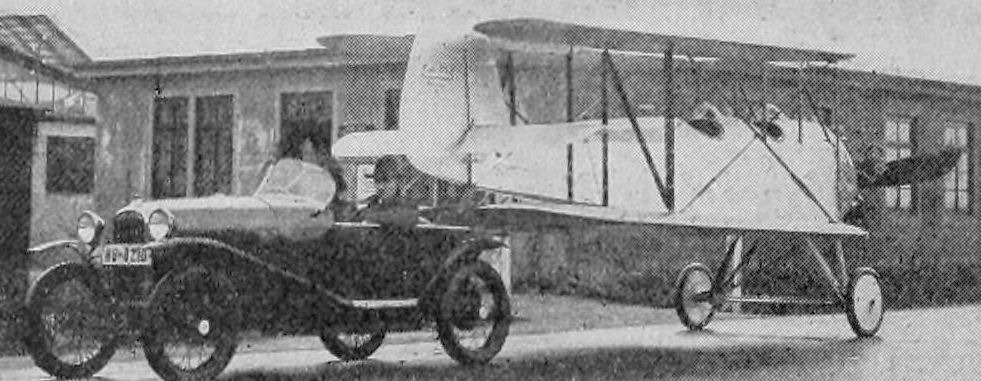
Der „Kiebitz“ konnte von einem gewöhnlichen PKW gezogen bzw. transportiert werden

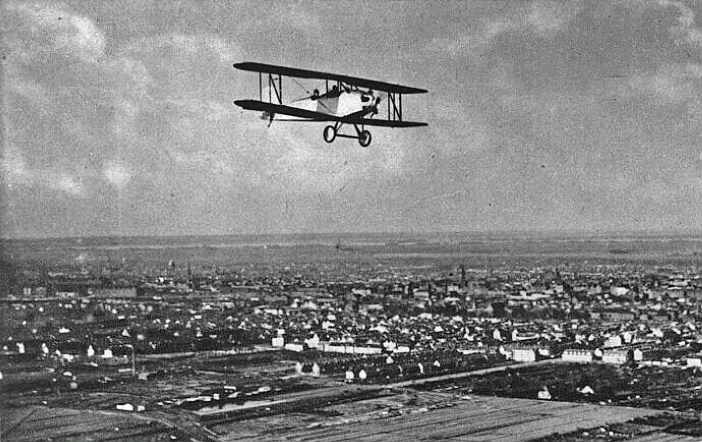
Ein „Kiebitz“ mit einem Walter NZ-60-Motor

Die Focke-Wulf S 24 „Kiebitz“ war ein zweisitziges, kunstflugtaugliches Doppeldecker-Sportflugzeug der Focke-Wulf-Flugzeugbau AG aus dem Jahre 1928. Eine Besonderheit des Flugzeuges waren die nach hinten abklappbaren Tragflächen. So konnte das Flugzeug von einem gewöhnlichen PKW gezogen bzw. transportiert werden.

## Geschichte
Die Focke-Wulf S 24 war ein Feierabendprojekt der Konstrukteure Paul Klages und Ernst-August Wohlberg, die bei Focke-Wulf arbeiteten und das Flugzeug für Gerd Achgelis entwarfen. Ende 1929 wurde daraus ein offizielles Muster von Focke-Wulf. Mit einer Ausführung mit Zusatztanks errangen Cornelius Edzard und Max Middendorf am 20. August 1929 einen Reichweitenweltrekord in ihrer Klasse (bis 400 kg Leermasse) von 1601 km in 5:56 h Flugzeit auf der mehrfach zurückgelegten 123,2-km-Strecke Bremen-Bremerhaven. Gerd Achgelis gewann 1931 auf diesem Flugzeugtyp, einer S 24c, die deutsche Meisterschaft im Kunstflug. Insgesamt 31 Maschinen dieses Typs wurden verkauft, darunter auch einige nach China und eine als Vorführmaschine nach Brasilien.

## Aufbau
- Typ: einmotoriges Sportflugzeug in Leichtbauweise
- Tragfläche: verspannter, einstieliger Doppeldecker mit geraden, ungestaffelten Tragflächen. Ober- und Unterflügel in gleicher Größe und mit gleichem Grundriss. Im Gegensatz zu vielen anderen Doppeldeckern dieser Zeit war jede Oberflügelhälfte nicht durch einen N-Stiel über dem Rumpf befestigt, sondern durch zwei Stiele, angeordnet ähnlich einem umgekehrten V und einem weiteren einzelnen Stiel hinter dem vorderen Cockpit. Mit dem Unterflügel sind die Oberflügel durch einen N-Stiel verbunden. Die Tragflächen sind kreuzweise mit Doppeldrähten verspannt.
- Rumpf: Rumpf als geschweißtes Stahlrohrgitter, mit Stoff bespannt, nur im Bereich des Motors mit Aluminium beplankt
- Fahrwerk: starres Normalfahrgestell. Jedes Hauptrad an geteilter Achse, die in der Mitte hochgezogen und an einem dreibeinigen Bock unter dem Rumpf angelenkt ist. Starrer Schleifsporn.
- Triebwerk: Ein luftgekühlter Fünfzylinder-Sternmotor Siemens & Halske Sh 13, von dem verschiedene Ausführungen von 68 PS (50 kW) bis 82 PS (60 kW) verwendet wurden, oder ein Walter NZ-60. Angetrieben wurde eine starre Zweiblatt-Holzluftschraube.
- Besatzung: 2 offene Sitze hintereinander mit Doppelsteuer.

## Technische Daten

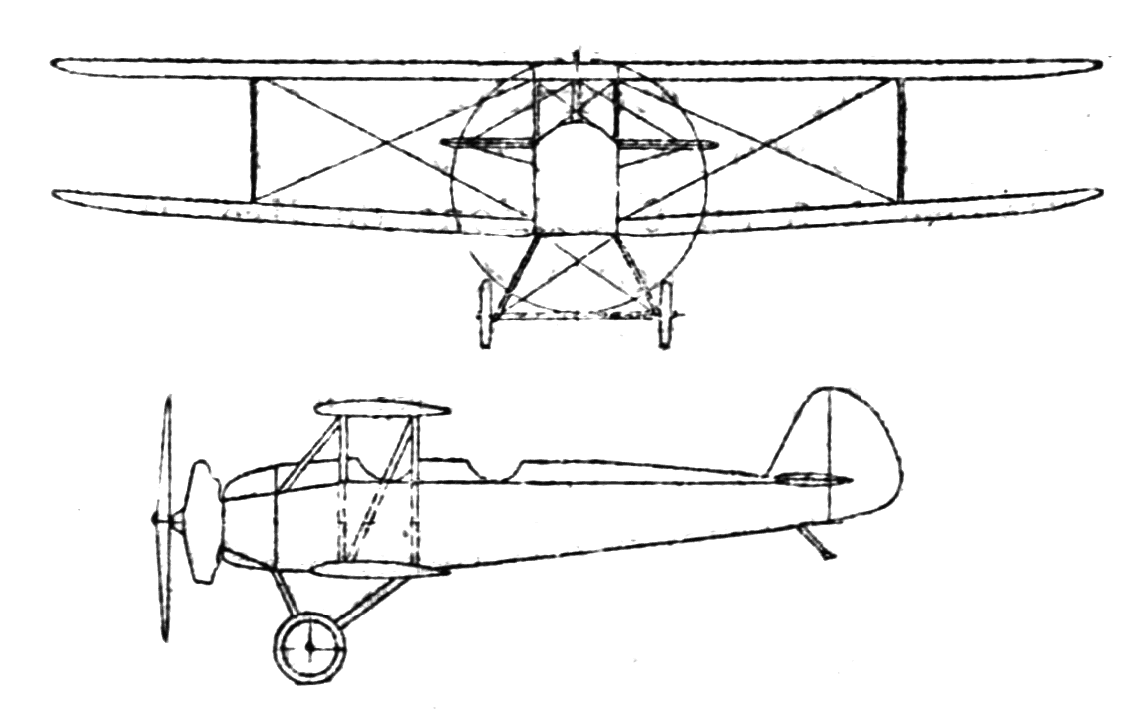
Zweiseitenansicht

| Kenngröße             | Daten                                                                                   |
| --------------------- | --------------------------------------------------------------------------------------- |
| Besatzung             | 2                                                                                       |
| Länge                 | 6,25 m                                                                                  |
| Spannweite            | 8,90 m (2,40 m geklappt)                                                                |
| Höhe                  | 2,25 m                                                                                  |
| Flügelfläche          | 19,5 m²                                                                                 |
| Flächenbelastung      | 32 kg/m²                                                                                |
| Leistungsbelastung    | 9 kg/PS                                                                                 |
| Leermasse             | 365 kg                                                                                  |
| Startmasse            | 585 kg (für Kunstflug) 615 kg (maximal)                                                 |
| Antrieb               | luftgekühlter 5-Zylinder-Sternmotor Siemens & Halske Sh 13, 50 bis 60 kW (68 bis 82 PS) |
| Höchstgeschwindigkeit | 150 km/h                                                                                |
| Landegeschwindigkeit  | 70 km/h                                                                                 |
| Steigzeit             | 8 min auf 1000 mHöhe                                                                    |
| Dienstgipfelhöhe      | 3500 m                                                                                  |